# غرزيغورز فويتكوفياك

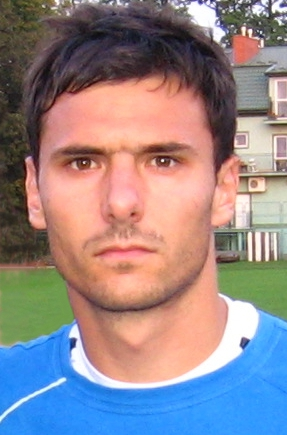

غرزيغورز فويتكوفياك (بالبولندية: Grzegorz Wojtkowiak)‏ (26 يناير 1984 في كوسترزين ناد أودرا، بولندا) لاعب كرة قدم بولندي يجيد اللعب في مركز الظهير الأيمن ويلعب حاليا في نادي ميونخ 1860 الألماني منذ 2012.

## روابط خارجية
- غرزيغورز فويتكوفياك على موقع الاتحاد الدولي (مؤرشف)  (الإنجليزية)
- غرزيغورز فويتكوفياك على موقع الاتحاد الأوربي (الإنجليزية)
- غرزيغورز فويتكوفياك على موقع قاعدة بيانات كرة القدم.إي يو (الإنجليزية)
- غرزيغورز فويتكوفياك على موقع ناشيونال فوتبول تيمز (الإنجليزية)
- غرزيغورز فويتكوفياك على موقع Soccerbase.com (لاعب) (الإنجليزية)
- غرزيغورز فويتكوفياك على موقع Soccerway.com (الإنجليزية)
- غرزيغورز فويتكوفياك على موقع عالم كرة القدم.نت (الإنجليزية)